# تشنکوف و بخینی
تشنکوف و بخینی (به چکی: Čenkov u Bechyně) یک منطقهٔ مسکونی در جمهوری چک است که در شهرستان چسکه بودیوویتسه واقع شده‌است. تشنکوف و بخینی ۱٫۲۶ کیلومتر مربع مساحت و ۵۲ نفر جمعیت دارد و ۴۲۰ متر بالاتر از سطح دریا واقع شده‌است.